# Super Diamond Revolution
『Super Diamond Revolution』（スーパー・ダイアモンド・レヴォリューション）は、松田聖子のライブ・ビデオ。1987年6月1日発売。発売元はCBS・ソニー。

## 解説
同年5月～6月に行われたコンサート・ツアーの模様を収録したライブ・ビデオ。演出は伊集院静。

## 収録曲
1. Strawberry Time
2. 裏庭のガレージで抱きしめて
3. Dancing Café
4. マイアミ午前5時
5. 渚のバルコニー
6. 秘密の花園
7. 夏の扉
8. 時間旅行
9. 瞳はダイアモンド
10. ガラスの林檎
11. 赤いスイートピー
12. Rock'n Rouge
13. 天国のキッス